# Rodrigo Marín Rubio
Rodrigo Marín Rubio (Tíjola, Almería, 1659 - † Jaén, 10 de febrero de 1732 ) fue un religioso español, canónigo y dignidad de maestrescuela en la catedral de Granada. Fue obispo de Segorbe y de Jaén.
A propuesta del rey Felipe V fue promovido por Clemente XI a la diócesis de Segorbe el 24 de septiembre de 1704. El 28 de mayo de 1714 el Papa lo promueve nuevamente al obispado de Jaén.

## Biografía
Rodrigo Marín Rubio nació en Tíjola (Almería), 2. VIII.1650 – Jaén, 11.II.1732. Fue polifacético ya que desempeñó varias labores como: canónigo, maestrescuela, teólogo, rector, predicador de Su Majestad, capellán de honor y obispo de Segorbe y de Jaén.
Formó parte de una familia que ocupó cargos municipales en los diferentes lugares donde vivieron.
Rodrigo Marín Rubio estudió en los colegios de San Miguel, más tarde accedió al Real de la Universidad de Granada donde se graduó y licenció como doctor en Sagrada Teología. En 1684 obtuvo plaza de magistral en la catedral de Almería. Ejerció como examinador sinodal y visitador del citado Obispado, opositó sin éxito a la magistral de Sevilla y en 1687 a la de Granada, que sí obtendrá. Fue canónigo y maestrescuela de la catedral de Granada, lector de Prima de Sagrada Teología de la Imperial Universidad, en 1692 fue nombrado predicador de Su Majestad y en 1693 rector de su Universidad.
Asimismo, fue visitador general de los diferentes conventos dependientes del Arzobispado de Granada, examinador sinodal de ese Arzobispado, visitador del colegio de San Miguel y administrador del hospital de Nuestra Señora del Pilar. Fue presentado por el capellán mayor en 1694 para obtener la plaza de arcediano de la catedral de Granada, a fin de que pudiera asistir con más frecuencia a la capilla real, y en atención a sus méritos. Su lealtad a Felipe V, queda reflejada en los diferentes  sermones predicados en los primeros años de la Guerra de Sucesión, fue esencial para ocupar empleos nuevos y más importantes. En enero de 1708 fue propuesto al Rey como candidato único para el Obispado de Segorbe por el confesor real, el padre Robinet, por ser “sujeto de mucha literatura, castellano, de gran virtud, celo, caridad, prudencia y celosísimo del real servicio”, tomando posesión de la diócesis en el mes de septiembre de ese año. Su estancia fue breve puesto que en octubre de 1713 fue presentado de nuevo al Rey como candidato único por el mismo padre Robinet para el Obispado de Jaén. Entró a servir esta mitra en 1714, y allí residirá hasta su fallecimiento, ya que durante el tiempo que estuvo allí rechazó el Arzobispado de Burgos al que había sido presentado como candidato único por el confesor real, el padre Marín, en atención a que “se sabe el acierto que en su gobierno ha tenido”. Además de su labor pastoral debemos añadir su interés en dignificar el culto de las reliquias, costeando el marco de oro y piedras preciosas del Santo Rostro de la catedral.
Rodrigo Marín Rubio nació en Tíjola (Almería), 2. VIII.1650 – Jaén, 11.II.1732. Fue polifacético ya que desempeñó varias labores como: canónigo, maestrescuela, teólogo, rector, predicador de Su Majestad, capellán de honor y obispo de Segorbe y de Jaén.
Formó parte de una familia que ocupó cargos municipales en los diferentes lugares donde vivieron.
Rodrigo Marín Rubio estudió en los colegios de San Miguel, más tarde accedió al Real de la Universidad de Granada donde se graduó y licenció como doctor en Sagrada Teología. En 1684 obtuvo plaza de magistral en la catedral de Almería. Ejerció como examinador sinodal y visitador del citado Obispado, opositó sin éxito a la magistral de Sevilla y en 1687 a la de Granada, que sí obtendrá. Fue canónigo y maestrescuela de la catedral de Granada, lector de Prima de Sagrada Teología de la Imperial Universidad, en 1692 fue nombrado predicador de Su Majestad y en 1693 rector de su Universidad.
Asimismo, fue visitador general de los diferentes conventos dependientes del Arzobispado de Granada, examinador sinodal de ese Arzobispado, visitador del colegio de San Miguel y administrador del hospital de Nuestra Señora del Pilar. Fue presentado por el capellán mayor en 1694 para obtener la plaza de arcediano de la catedral de Granada, a fin de que pudiera asistir con más frecuencia a la capilla real, y en atención a sus méritos. Su lealtad a Felipe V, queda reflejada en los diferentes  sermones predicados en los primeros años de la Guerra de Sucesión, fue esencial para ocupar empleos nuevos y más importantes. En enero de 1708 fue propuesto al Rey como candidato único para el Obispado de Segorbe por el confesor real, el padre Robinet, por ser “sujeto de mucha literatura, castellano, de gran virtud, celo, caridad, prudencia y celosísimo del real servicio”, tomando posesión de la diócesis en el mes de septiembre de ese año. Su estancia fue breve puesto que en octubre de 1713 fue presentado de nuevo al Rey como candidato único por el mismo padre Robinet para el Obispado de Jaén. Entró a servir esta mitra en 1714, y allí residirá hasta su fallecimiento, ya que durante el tiempo que estuvo allí rechazó el Arzobispado de Burgos al que había sido presentado como candidato único por el confesor real, el padre Marín, en atención a que “se sabe el acierto que en su gobierno ha tenido”. Además de su labor pastoral debemos añadir su interés en dignificar el culto de las reliquias, costeando el marco de oro y piedras preciosas del Santo Rostro de la catedral.